# Neck Deep
Neck Deep ist eine 2012 gegründete britische Pop-Punk-Band, die aus Wrexham im Norden von Wales stammt. Die Gruppe steht bei Hopeless Records unter Vertrag und brachte ihr Debütalbum Wishful Thinking Anfang 2014 auf den Markt. Bei den Kerrang! Awards 2014 wurde die Gruppe als Bester Newcomer ausgezeichnet. Im August 2015 erschien mit Life's Not Out to Get You das zweite Studioalbum, welches den ersten Charteinstieg der Band überhaupt verbuchte.

## Geschichte

### Gründung und erste Veröffentlichungen
Neck Deep wurde als Projekt von Gitarrist Lloyd Roberts und Sänger Ben Barlow in Wrexham gegründet. Nachdem das Duo zwei Lieder veröffentlichte, rekrutierten sie mit Gitarrist Matt West, Bassist Fil Thorpe-Evans und Schlagzeuger Dani Abasi drei weitere Musiker in das Projekt. Durch die immer größer werdende Resonanz im Internet beschlossen die Musiker eine erste EP aufzunehmen. Diese erschien im Jahr 2012 und heißt Rain in July. Am 19. Februar 2013 erschien die zweite EP A History of Bad Decisions über We Are Triumphant.
Im August 2013 wurde die Band vom US-amerikanischen Independent-Label Hopeless Records unter Vertrag genommen.

### Wishful Thinking
Am 14. Januar 2014 erschien mit Wishful Thinking das Debütalbum über Hopeless Records. Anfang 2014 tourte die Gruppe durch das Vereinigte Königreich als Vorband von We Are the In Crowd, bevor sie als Headliner mit Knuckle Puck durch die Vereinigten Staaten tourten. Um die Tournee zu bewerben, nahm die Gruppe mit Knuckle Puck eine Split-EP auf.
Den Sommer 2014 verbrachte die Gruppe auf der Warped Tour. Bereits Ende 2013 war die Gruppe im Vereinigten Königreich im Rahmen der Warped Tour aufgetreten. Die Musiker gaben bekannt, dass beide EPs über Hopeless Records neu eingespielt und veröffentlicht werden. Diese erschienen am 16. Juni 2014. Bei den Kerrang! Awards 2014 gewann die Band den Preis als Bester Newcomer und konnte sich dabei gegen Bury Tomorrow durchsetzen.
Ende Mai 2014 spielte die Gruppe auf allen drei Konzerten des Slam Dunk Festivals. Auch war die Gruppe im April auf den Impericon Festivals in Köln und Wien zu sehen.

### Life’s Not Out to Get You
Am 12. Mai 2015 veröffentlichte die Gruppe mit Can't Kick Up the Roots ein neues Lied. Dieses wurde im April 2015 von der Band auf Facebook in einer mysteriösen Ankündigung bekanntgegeben. Anfang Mai veröffentlichte die Gruppe die Nachricht, dass die Band ein neues Album produziere. Dieses heißt Life’s Not Out to Get You und erschien am 10. August 2015. Das Album stieg am 21. August 2015 auf Platz 8 in den britischen und auf 17 in den US-amerikanischen Albumcharts ein.
Die Gruppe war in der Kategorie Best Newcomer bei den zweiten Alternative Press Music Awards nominiert. Am 23. August 2015 verließ Lloyd Roberts die Band, um sich auf seine persönliche Zukunft konzentrieren zu können. Allerdings wurden Tage vorher Gerüchte laut, dass sich Roberts gemeinsam mit Bassist Fil Thorpe-Evans, Verfehlungen gegenüber minderjährigen Fans der Band zu Schulden haben kommen lassen. Sowohl Roberts als auch die Band haben sich dazu geäußert. Während Roberts die Vorwürfe als falsch darstellte, entschuldigte sich die Rest der Band für diese Situation.
Im Oktober und November war die Band mit One Ok Rock im Vorprogramm von Sleeping with Sirens und All Time Low in den Vereinigten Staaten zu sehen. Am 18. Dezember 2015 wurde Sam Bowden als neuer Gitarrist der Band vorgestellt. Bowden war zuvor als Session-Musiker für den aus der Band ausgestiegenen Lloyd Roberts mit der Band auf Tournee.
Einzelne Songs dieses Albums sind im Computerspiel Counter-Strike: Global Offensive als Musik-kit zu finden.

### The Peace and the Panic
Am 21. Mai 2017 veröffentlichten Neck Deep die beiden Songs Happy Judgement Day und Where Do We Go When We Go. Die Lieder sind Teil des neuen Albums The Peace and the Panic, welches am 18. August via Hopeless Records erschien.

## Stil
Laut Brian Kraus vom Alternative Press spielen Neck Deep auf den beiden EPs eine laute und eingängige Version des modernen Pop-Punk. Das Album Wishful Thinking bietet Einiges, von einer Emo-Ballade bis hin zu vom Hardcore-beeinflussten Liedern.

## Diskografie

### Alben
| Jahr | Titel Musiklabel                                 | Höchstplatzierung, Gesamtwochen, AuszeichnungChartplatzierungen (Jahr, Titel, Musiklabel, Platzierungen, Wochen, Auszeichnungen, Anmerkungen) | Höchstplatzierung, Gesamtwochen, AuszeichnungChartplatzierungen (Jahr, Titel, Musiklabel, Platzierungen, Wochen, Auszeichnungen, Anmerkungen) | Höchstplatzierung, Gesamtwochen, AuszeichnungChartplatzierungen (Jahr, Titel, Musiklabel, Platzierungen, Wochen, Auszeichnungen, Anmerkungen) | Anmerkungen                                              |
| Jahr | Titel Musiklabel                                 | AT | UK | US | Anmerkungen                                              |
| ---- | ------------------------------------------------ | --- | --- | --- | -------------------------------------------------------- |
| 2014 | Wishful Thinking Hopeless Records                | — | — | — | Erstveröffentlichung: 14. Januar 2014                    |
| 2015 | Life’s Not Out to Get You Hopeless Records       | — | UK8 Silber · (2 Wo.)UK | US17 (2 Wo.)US | Erstveröffentlichung: 14. August 2015 Verkäufe: + 60.000 |
| 2017 | The Peace and the Panic Hopeless Records         | AT70 (1 Wo.)AT | UK4 (3 Wo.)UK | US4 (1 Wo.)US | Erstveröffentlichung: 18. August 2017                    |
| 2020 | All Distortions Are Intentional Hopeless Records | — | UK4 (1 Wo.)UK | US64 (1 Wo.)US | Erstveröffentlichung: 24. Juli 2020                      |
| 2024 | Neck Deep Hopeless Records                       | — | UK11 (1 Wo.)UK | — | Erstveröffentlichung: 19. Januar 2024                    |

### EPs
- 2012: Rain in July (We Are Triumphant, 2014 zusammen mit A History of Bad Decisions über Hopeless Records neu aufgelegt)
- 2013: A History of Bad Decisions (We Are Triumphant, 2014 zusammen mit Rain in July über Hopeless Records neu aufgelegt)
- 2013: Split-EP mit Knuckle Puck (Pinky Swear Records)

### Singles
- 2015: December (US: Gold)

## Auszeichnungen

### Auszeichnungen für Musikverkäufe
Anmerkung: Auszeichnungen in Ländern aus den Charttabellen bzw. Chartboxen sind in ebendiesen zu finden.
| Land/RegionAuszeichnungen für Musikverkäufe (Land/Region, Auszeichnungen, Verkäufe, Quellen) | Silber  | Gold  | Platin | Verkäufe | Quellen   |
| -------------------------------------------------------------------------------------------- | ------- | ----- | ------ | -------- | --------- |
| Vereinigte Staaten (RIAA)                                                                    | —       | Gold1 | —      | 500.000  | riaa.com  |
| Vereinigtes Königreich (BPI)                                                                 | Silber1 | —     | —      | 60.000   | bpi.co.uk |
| Insgesamt                                                                                    | Silber1 | Gold1 | —      |          |           |

### Musikpreise
- Kerrang! Awards
  - 2014: Best Newcomer (gewonnen)
- Alternative Press Music Awards
  - 2015: Best Newcomer (nominiert)